# Bivacco Slataper
Il bivacco "Giuliano e Scipio Secondo Slataper" è un bivacco delle Dolomiti ampezzane, collocato alle pendici meridionali del gruppo del Sorapiss.
È dedicato a due cugini triestini Giuliano e Scipio Secondo, caduti sul fronte orientale durante la seconda guerra mondiale e insigniti della medaglia d'oro al valor militare. Proprietaria è la sezione CAI "XXX Ottobre", con sede nella città giuliana.

## Localizzazione e accessi
La costruzione sorge su uno sperone roccioso localizzato sul lato occidentale dell'alto Fond de Ruseco, un ripido ghiaione posto ai piedi della punta Sorapiss.
Può essere raggiunto dal rifugio San Marco (segnavia 226 e 246; 3 ore), dalla val d'Ansiei-Palus San Marco (segnavia 226-247; 5.30 ore) o dalla val del Boite-Dogana Vecchia (segnavia 241; 5.30-6 ore). L'ultimo risulta particolarmente impegnativo a causa dell'esposizione e della difficoltà di orientamento, nonché per la presenza di alcuni tratti attrezzati.
Dal bivacco si può proseguire al rifugio Vandelli attraverso il percorso alpinistico "Francesco Berti" (segnavia 242; 3-3.30 ore), al bivacco Comici attraverso il sentiero "Carlo Minazio" (247 e 243; 3-3.30 ore) e al bivacco Voltolina (247 e 280; 3 ore). Si tratta in tutti casi di itinerari esposti e in parte attrezzati, adatti solo ad escursionisti esperti.
Nei pressi della struttura transitano tre alte vie: la n. 3 (segnavia 242, 246 e 226), la n. 4 (243 e 226) e la n. 5 (280 e 226).